# Enric Silvestre David
Enric Silvestre David   (Barcelona, 4 de novembre de 1941 - Barcelona, 18 de gener de 2022) fou un futbolista català de la dècada de 1960.
La seva posició al camp era la d'interior dret. Provenia d'una família de llarga tradició perica, ell mateix era soci de l'Espanyol. No obstant mai defensà els colors d'aquest club. Sorgí del CE Júpiter, on coincidí amb Quimet Rifé. A continuació jugà a l'equip Amateur del Barcelona, el CD Comtal, Atlético Osasuna, Reial Múrcia CF, RC Celta i Reial Societat. En el club de Sant Sebastià va viure els millors anys com a futbolista. L'any 1967, mentre era jugador donostiarra, va patir un greu accident automobilístic en el qual van morir la seva dona, un fill i el seu pare. Els seus darrers clubs foren la UE Sant Andreu i la UDA Gramenet.